# 액시엄 미션 1

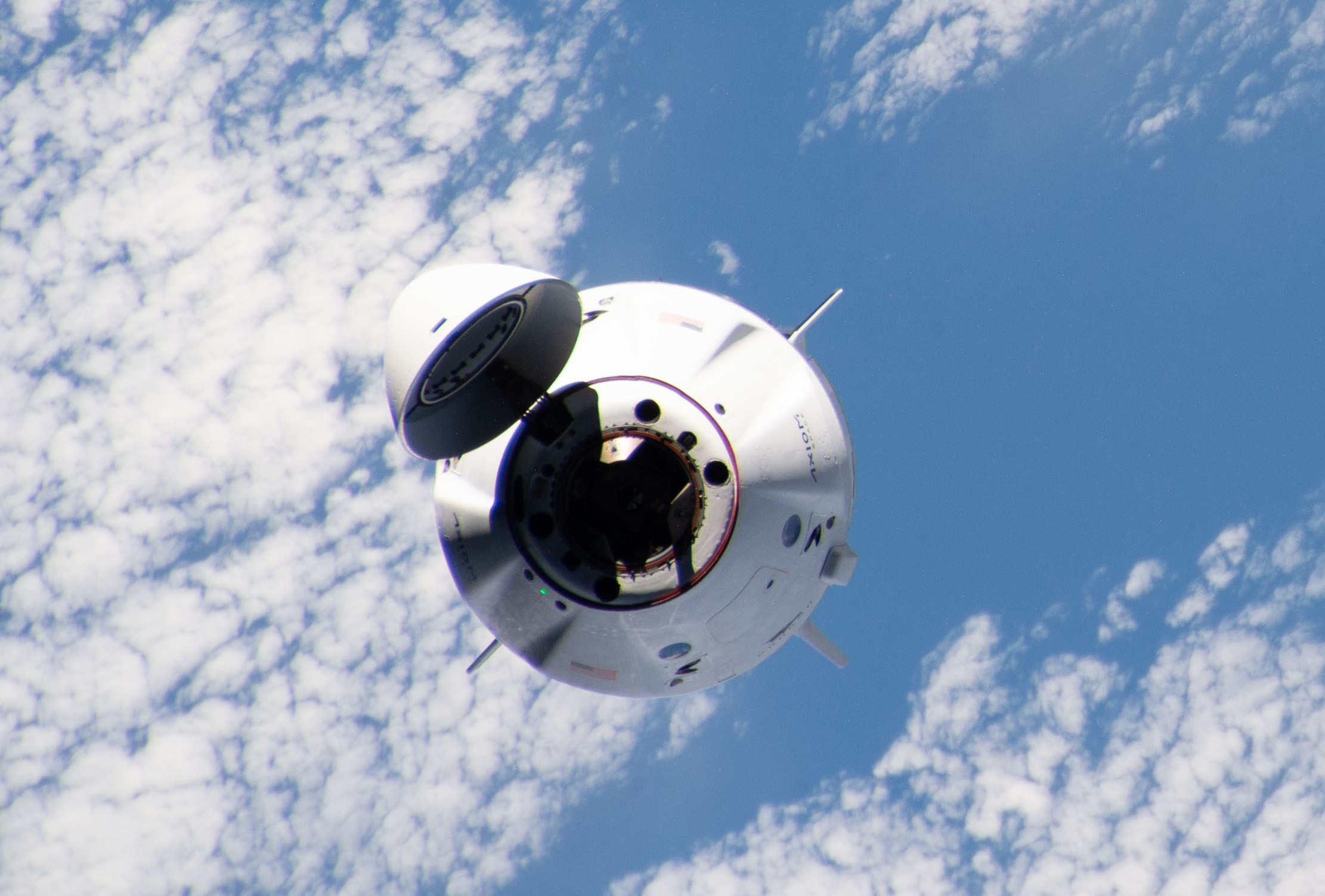
ISS에 접근하는 Ax-1

액시엄 미션 1(Axiom Mission 1) 또는 Ax-1은 민간 자금으로 운영되는 국제우주정거장(ISS)의 유인 임무였다. 이 임무는 텍사스주 휴스턴에 있는 액시엄의 임무 통제 센터 MCC-A에 있는 액시엄 스페이스에 의해 운영되었다. 이 비행은 2022년 4월 8일 플로리다주 케네디 우주센터에서 발사됐다. 사용된 우주선은 스페이스X 크루 드래곤이었다. 승무원은 스페인에서 태어난 미국인이자 액시엄이 고용한 전문 훈련을 받은 우주 비행사인 마이클 로페즈-알레그리아, 이스라엘의 에이탄 스티베, 미국의 래리 코너, 캐나다의 마크 패티로 구성되었다.

## 같이 보기
- 스페이스X 드래곤 2
- 스페이스X 드래곤 2
- 인스퍼레이션4